# Freddie Francis
Pour les articles homonymes, voir Francis.
Freddie Francis est un directeur de la photographie, réalisateur et scénariste britannique, né le 22 décembre 1917 à Londres, et mort le 17 mars 2007 à Isleworth (Royaume-Uni).

## Biographie
Freddie Francis commence à travailler dans un studio de cinéma au cours des années 1930 avant de rejoindre la propagande cinématographique de l'armée britannique pendant la Seconde Guerre mondiale.  Après la guerre, il devient caméraman et travaille notamment sur des films de Michael Powell (Le Mouron rouge, Les Contes d'Hoffmann) et de John Huston (Plus fort que le diable, Moby Dick).  
Par la suite, il devient directeur de la photographie.  Il remporte un premier Oscar en 1961 pour la photographie du film Amants et fils.  (Notons que le réalisateur de ce film, Jack Cardiff, est lui aussi un directeur photo des plus réputés).  Freddie Francis signe aussi la photographie de Samedi soir, dimanche matin, une réalisation de Karel Reisz et un des films phare du Free Cinema, ainsi que de Les Innocents, un classique du cinéma fantastique dirigé par Jack Clayton, qu'il considère comme son meilleur travail.
Il passe à la mise-en-scène en 1962, réalisant de nombreux films de série B pour la Hammer (L'Empreinte de Frankenstein, Dracula et les Femmes) ou pour la Amicus (Le Jardin des tortures, Histoires d'outre-tombe).  Avec  Terence Fisher et Roy Ward Baker, il devient ainsi l'un des principaux artisans du film d'épouvante anglais des années 1960 et 1970.
Vers la fin des années 1970, il redevient un directeur de la photographie.  Il est le responsable de la photographie en noir et blanc du film Elephant Man, deuxième long-métrage de David Lynch avec qui il travaillera également sur sa version de Dune. En 1981, il retrouve Karel Reisz, vingt ans après leur première collaboration, sur le drame romantique La Maîtresse du lieutenant français. Par la suite, il renoue brièvement avec la mise-en-scène avec le drame historique Le Docteur et les Assassins. 
Il remporte un deuxième Oscar en 1990, vingt-neuf ans après son premier, pour le film Glory (Edward Zwick, 1990, lequel réalisateur ne s'est guère entendu avec lui). Il est également le directeur de la photographie du remake de Nerfs à vif réalisé par Martin Scorsese.  À quatre-vingt ans bien sonnées, Freddie Francis termine sa carrière en signant la direction photo de la comédie dramatique de David Lynch Une histoire vraie.

## Filmographie

### Directeur de la photographie
- 1956 : Commando en Corée (A Hill in Korea) de Julian Amyes
- 1957 : The Scamp de Wolf Rilla
- 1957 : Temps sans pitié (Time Without Pity) de Joseph Losey
- 1958 : Virgin Island de Pat Jackson
- 1959 : La Bataille des sexes (The Battle of the Sexes)
- 1959 : Les Chemins de la haute ville (Room at the Top) de Jack Clayton
- 1959 : Next to No Time (en)
- 1960 : Méfiez-vous des inconnus (Never Take Sweets from a Stranger)
- 1960 : Amants et Fils (Sons and Lovers) de Jack Cardiff
- 1960 : Samedi soir, dimanche matin (Saturday Night and Sunday Morning) de Karel Reisz
- 1961 : The Horsemasters (téléfilm)
- 1961 : Les Innocents (The Innocents) de Jack Clayton
- 1964 : La Force des ténèbres (Night Must Fall), de Karel Reisz
- 1980 : The Elephant Man de David Lynch
- 1981 : La Maîtresse du lieutenant français (The French Lieutenant's Woman) de Karel Reisz
- 1982 : Le Chant du bourreau (en) (The Executioner's Song) (téléfilm)
- 1983 : La Taupe (The Jigsaw Man)
- 1984 : Memed My Hawk (en)
- 1984 : Dune de David Lynch
- 1985 : Oz, un monde extraordinaire (Return to Oz) de Walter Murch
- 1985 : Nom de code : Émeraude (Code Name: Emerald)
- 1988 : Le Secret de Clara (Clara's Heart), de Robert Mulligan
- 1989 : Peter Cushing: A One-Way Ticket to Hollywood (téléfilm)
- 1989 : Son alibi (Her Alibi) de Bruce Beresford
- 1989 : Brenda Starr (en) de Robert Ellis Miller
- 1989 : Glory de Edward Zwick
- 1990 : The Plot to Kill Hitler (en) (téléfilm)
- 1991 : Un été en Louisiane (The Man in the Moon) de Robert Mulligan
- 1991 : Les Nerfs à vif (Cape Fear) de Martin Scorsese
- 1992 : La Différence (School Ties)
- 1993 : A Life in the Theater (en) (téléfilm)
- 1994 : Princess Caraboo
- 1996 : Les Voyageurs de l'arc-en-ciel (en) (Rainbow)
- 1999 : Une histoire vraie (The Straight Story) de David Lynch

### Réalisateur
- 1962 : La Révolte des Triffides (The Day of the Triffids)
- 1962 : Deux plus deux égalent six (en) (Two and Two Make Six)
- 1962 : La Vengeance du docteur Corrie (The Brain)
- 1963 : Paranoïaque (Paranoiac)
- 1964 : Meurtre par procuration (Nightmare)
- 1964 : L'Empreinte de Frankenstein (The Evil of Frankenstein)
- 1964 : Das Verrätertor
- 1965 : Le Train des épouvantes (Dr Terror's House of Horrors)
- 1965 : Hystérie (Hysteria)
- 1965 : Le Crâne maléfique (The Skull)
- 1966 : Le Dard Mortel (en) (The Deadly Bees)
- 1966 : Poupées de cendre (The Psychopath)
- 1967 : Le Jardin des tortures (Torture Garden) sur un scénario de Robert Bloch
- 1967 : They Came from Beyond Space
- 1967 : L'Homme à la valise (Man in a Suitcase) (série télévisée)
- 1968 : The Intrepid Mr. Twigg (court-métrage)
- 1968 : Les Champions (The Champions) (série télévisée)
- 1968 : Dracula et les Femmes (Dracula Has Risen from the Grave)
- 1969 : Mumsy, Nanny, Sonny and Girly (en)
- 1970 : L'Abominable Homme des cavernes (Trog)
- 1971 : Le Sabbat des vampires (The Vampire Happening )
- 1972 : Histoires d'outre-tombe (Tales from the Crypt)
- 1972 : Les Aventures de prince noir (The Adventures of Black Beauty) (série télévisée)
- 1973 : Un tueur sous influence (Craze)
- 1973 : La Chair du diable (The Creeping Flesh)
- 1973 : Les Contes aux limites de la folie (Tales That Witness Madness)
- 1974 : Son of Dracula
- 1975 : La Légende du loup-garou (Legend of the Werewolf)
- 1975 : The Ghoul
- 1985 : Le Docteur et les Assassins (The Doctor and the Devils)
- 1987 : Dark Tower (en)

### Scénariste
- 1964 : Diary of a Bachelor

## Distinctions
- Oscar de la meilleure photographie en 1960 pour Amants et Fils et 1989 pour Glory.